# Мирбо, Октав
Окта́в Мирбо́ (фр. Octave Mirbeau; 1848, Тревьер, департамент Кальвадос — 1917, Париж) — французский писатель, романист, драматург, публицист и художественный критик, член Академии Гонкуров.

## Биография
Октав Мирбо родился 16 февраля 1848 года в семье врача. С 1859 по 1863 год учился в иезуитском коллеже св. Франциска-Ксавьера в Ванне (департамент Морбиан). В автобиографическом романе «Себастьян Рок» (фр. Sébastien Roch) романист рассказал о незаживающей душевной ране, причинённой ему в школьные годы. Во время франко-прусской войны 1870—1871 г. вступает в национальную гвардию. Завоевав известность как журналист, начинает писать статьи на литературные и политические темы. Мирбо был страстным полемистом, его перо было безжалостно и он всерьёз и надолго сближается с анархистами.
В 1886 году выходят сразу две его книги: сборник рассказов «Письма из моей хижины» и автобиографичный роман «Голгофа» (фр. Le Calvaire). Вместе с Э. Золя он выступил в защиту А. Дрейфуса; произносил речи на митингах (1898—1899). Через год после «Сада пыток» (Фр. Le Jardin des supplices) (1899) Мирбо публикует новый роман — «Дневник горничной» (Фр. Le Journal d’une femme de chambre) (1900). Из пьес Мирбо наибольшей известностью пользовалась драма «Власть денег» (Фр. Les affaires sont les affaires) (1903), отличающаяся социальным критицизмом и напряжённостью сценического действия.
Мирбо умер 16 февраля 1917 года в Париже, в разгар Первой мировой войны.

## Ангажированный писатель
В своей критике буржуазного общества Мирбо является анархиствующим мелкобуржуазным интеллигентом, близким индивидуалистическим идеалам современного ему модернизма и декадентства. Испытал влияние анархических идей и эстетики декадентства. С середины 90-х гг. Мирбо сблизился с демократической интеллигенцией.
В своих романах и драмах выступает как непримиримый противник современного цивилизованного общества, обезличивающего и извращающего человеческую индивидуальность.
По словам Льва Толстого, «Октав Мирбо — величайший из современных французских писателей, наилучшим образом выражающий дух Франции этого столетия».

## Творчество
- Lettres de ma chaumière (Письма из моей хижины) (1885).
- Le Calvaire (Голгофа, рус. пер. 1908), Роман (1886).
- L’Abbé Jules, Роман (1888). Аббат Жюль, перев. С. А. Иванчиной-Писаревой. Гиз, М. — Л., 1926.
- Sébastien Roch, Роман (1890). Себастьян Рок, перев. В. Д. Сорокоумовского, предисл. П. С. Когана, изд. «Безбожник», М., 1929.
- Dans le ciel (В небе), Роман (1892—1893).
- Les Mauvais bergers, Драма в 5 д. (1897). Дурные пастыри, перев Э. Г., Харьков, 1900. Жан и Мадлена, перев. М. В. Ватсон, П., 1918 ; Дурные пастыри, перев. В. Тучанской, изд. «Красная новь», М., 1923.
- Le Jardin des supplices (Сад пыток — Сад мучений), Роман (1899).
- Le Journal d’une femme de chambre (Дневник горничной), Роман (1900).
- Les 21 jours d’un neurasthénique (Двадцать один день неврастеника), Роман (1901).
- Les affaires sont les affaires (Дела есть дела, Власть денег, 1903), комедия в 3 д (1903).
- Farces et moralités (Аллегории и фарсы) (1904).
- La 628-E8 (Автомобиль 628-Е8, 1907, два рус. пер., 1908, один под названием «Путешествие на автомобиле»), Роман (1907).
- Le Foyer (Очаг, рус. пер. 1908), комедия в 3 д (1908).
- Dingo (Динго), Роман (1913). перев. Е. Г. Шатуновской, изд. «Мысль», П., 1925.
- Les Mémoires de mon ami (Памяти моего друга), Роман (1919).
- Un gentilhomme, Роман (1920).
- Contes cruels (Избранные рассказы) (1990).
- Lettres de l’Inde (1991).
- Combats esthétiques (Искусство) (1993).
- L’Amour de la femme vénale (1894).
- Œuvre romanesque (15 романа) (2000—2001).
- Correspondance générale (I, 2003, II, 2005, III, 2009).
- Combats littéraires, Литература (2006).
- Les Dialogues tristes, Диалоги (2007).

## Цитата
Если сорвать вуаль и раскрыть человеческую душу во всей её наготе, она испускает весьма едкий запах разложения.

## Избранная библиография
- Октав Мирбо. Дедушка Николай / Пер. с фр.. — Приложение к газете "Приазовскій край", 33 (28 августа). — Типографія газеты "Приазовскій край", 1905. — С. 136.
- Октав Мирбо. Голгофа. — «Шарк,», 1993 г.. — ISBN 978-5-94698-043-2.
- О. Мирбо. Дневник горничной. — Москва: «АСТ, Олимп», 2001 г.. — ISBN 5-17-006878-6.
- Октав Мирбо. Сад пыток. — Москва: «Гелеос», 2002 г.. — ISBN 5-8189-0208-0.
- Октав Мирбо. Дневник горничной. — Москва: «FunBook, Гелеос», 2007 г.. — ISBN 5-8189-0818-6.
- Cahiers Octave Mirbeau (Сборники Октава Мирбо), n° 1-22, 1994—2015.